# Indisk tjockfot
Indisk tjockfot (Burhinus indicus) är en skymnings- och nattaktiv vadarfågel i familjen tjockfotar.

## Utseende och läte
Indisk tjockfot är en medelstor (40-44 cm) vadarfågel som likt tjockfoten har en kraftig svartgul näbb, stora gula ögon och välkamouflerad fjäderdräkt i olika sandfärgade nyanser. Den har vidare ganska långa gulgröna ben med kraftfulla leder. I flykten visar den upp iögonfallande svarta och vita vingfält på de långa vingarna, och i profil är den kutryggig och flyger med grunda stela vingslag.
Indisk tjockfot skiljer sig dock genom att ha mycket mindre gult på näbben, mer kontrasterande vingteckning, kortare vingar men längre näbb och annorlunda läte: en serie med snabba singeltoner jämfört med tjockfotens serie med dubbla toner och/eller den storspovsliknande visslingen.

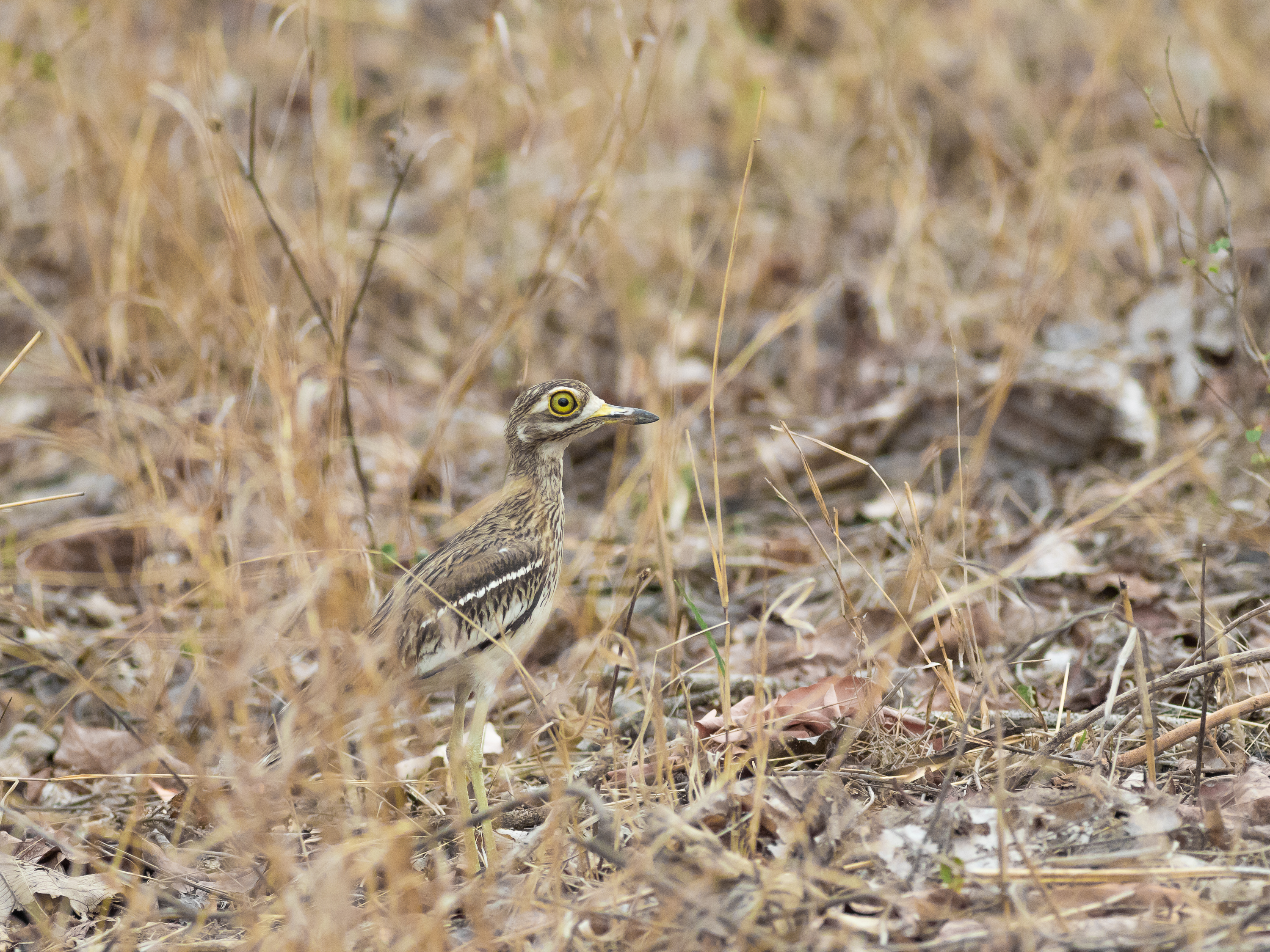

## Utbredning och systematik
Fågeln förekommer från Indien och Sri Lanka till Indokina. Den behandlas som monotypisk, det vill säga att den inte delas in i några underarter. Tidigare betraktades den som en underart till tjockfot och vissa gör det fortfarande.

## Levnadssätt
Indiska tjockfoten hittas i torra skogar, buskiga flodbäddar, skogsdungar och till och med trädgårdar. Den är mestadels aktiv i skymning och gryning, medan den dagtid ses i smågrupper i skuggan av en buske. Födan består mestadels av insekter, maskar och små reptiler, ibland även frön.

### Häckning
Fågeln häckar huvudsakligen i mars och april. Den lägger två till tre stenfärgade ägg i en uppskrapad grop i marken. Honan ruvas enbart av honan som vaktas av hanen. De duniga ungarna följer föräldrarna strax efter kläckning. När de hotas fryser de och deras kamouflerande fjäderdräkt gör dem svåra att upptäcka.

## Status
Arten har ett stort utbredningsområde och internationella naturvårdsunionen IUCN kategoriserar arten som livskraftig. Beståndsutvecklingen är dock oklar.